# 安海古庙
安海古庙，原名忠义庙，位于福建省晋江市安海镇安东村古庙路，养正中学校前。始建于南宋乾道年间。清光绪年间重建。现代附建云水禅寺。
1991年4月9日，安海古庙公布为晋江市第二批市级文物保护单位。